# Anna Gyarmati
Anna Gyarmati (Eger, 6 januari 1993) is een Hongaarse snowboardster.

## Carrière
Bij haar wereldbekerdebuut, in januari 2013 in Copper Mountain, scoorde Gyarmati direct haar eerste wereldbekerpunten. Tijdens de FIS wereldkampioenschappen snowboarden 2013 in Stoneham eindigde de Hongaarse in als zestiende op het onderdeel slopestyle. In augustus 2013 behaalde ze in Cardrona haar eerste toptienklassering in een wereldbekerwedstrijd.
Op de FIS wereldkampioenschappen snowboarden 2015 in Kreischberg eindigde Gyarmati als zesde op het onderdeel slopestyle. Op 21 januari 2016 boekte de Hongaarse in Mammoth Mountain haar eerste wereldbekerzege.

## Resultaten

### Wereldkampioenschappen
| Jaar | Plaats      | Resultaten     |
| ---- | ----------- | -------------- |
| 2013 | Stoneham    | 16e Slopestyle |
| 2015 | Kreischberg | 6e Slopestyle  |

### Wereldbeker
Eindklasseringen
| Seizoen   | Algm | BA  | SBS |
| --------- | ---- | --- | --- |
| 2012/2013 | 105e | –   | 60e |
| 2013/2014 | 17e  | –   | 6e  |
| 2014/2015 | 15e  | 12e | 12e |

Wereldbekerzeges
| Datum           | Plaats           | Onderdeel  |
| --------------- | ---------------- | ---------- |
| 21 januari 2016 | Mammoth Mountain | Slopestyle |